# Дидебулидзе, Виктор
Виктор Дидебулидзе (груз. ვიქტორ დიდებულიძე, родился 4 ноября 1971 года в Тбилиси) — грузинский регбист, известный по выступлению на позиции замка (лока) в чемпионате Франции.

## Биография

### Игровая карьера
Виктор начинал спортивную карьеру как дзюдоист, однако получил травму и ушёл из дзюдо. В возрасте 16—17 лет начал первые регбийные тренировки, начинал выступления в чемпионате СССР. Прибыл во Францию в 1997 году одним из первых грузинских регбистов (помимо него, туда в те же годы уехали Леван Цабадзе, Георгий Рафава и некоторые другие). Выступал за команды «Монпелье» (три месяца в Про Д2), «Тарб» (Про Д2), «Ним» и «Авенир Валансьен». В «Масси» пришёл в 2004 году.
Первый матч за сборную Грузии Дидебулидзе отыграл 24 ноября 1991 года против Украины, выйдя на замену. За 45 игр набрал 25 очков благодаря 5 попыткам. Участник розыгрышей Кубка мира 2003 и 2007 годов (по 3 матча, в 2003 году дважды выходил в стартовом составе). Последнюю игру провёл 30 сентября 2007 года против Франции. Неоднократно выигрывал Кубок европейских наций, одержав первую победу в 2001 году.

### Стиль игры
Виктор изначально играл на позиции «восьмёрки», имея вес в 110 кг, а затем выступал во второй и третьей линиях нападения. Тренер Виктора, Венсан Уэ, сравнивал своего подопечного с горой по размерам и отмечал, что тот «силён во всём, за что ни берётся» и обладает огромным потенциалом для игрока нападения.

### Тренерская карьера
С 2008 по 2016 годы Дидебулидзе был тренером нападающих французской команды «Масси». Позже пришёл в тренерский штаб клуба «Стад Домонтуа», который по итогам сезона вылетел из Федераль 2, хотя Дидебулидзе предсказывал, что команда при недостаточном упорстве и недостаточной выкладке на тренировках рисковала провалить сезон.

### Личная жизнь
По образованию инженер-геолог и геометр пласта, вне регби работал разработчиком сайта компании Yprema, партнёра клуба «Масси». Супруга — Мюриэль, с которой познакомился во Франции. Своими друзьями называет Палико Джимшеладзе и Зураба Мчедишвили. Есть также сестра.